# Cathédrale Saint-Pierre-Apôtre de Cali
Pour les articles homonymes, voir Cathédrale Saint-Pierre.
La cathédrale Saint-Pierre-Apôtre ou Cathédrale métropolitaine de Cali est la principale église catholique de la ville de Cali, en Colombie. C'est aussi le siège de l'archidiocèse de Cali. Elle est considérée comme une partie du patrimoine architectural de Cali et est déclarée monument national de Colombie par la résolution 2 du 12 mars 1982.

## Histoire

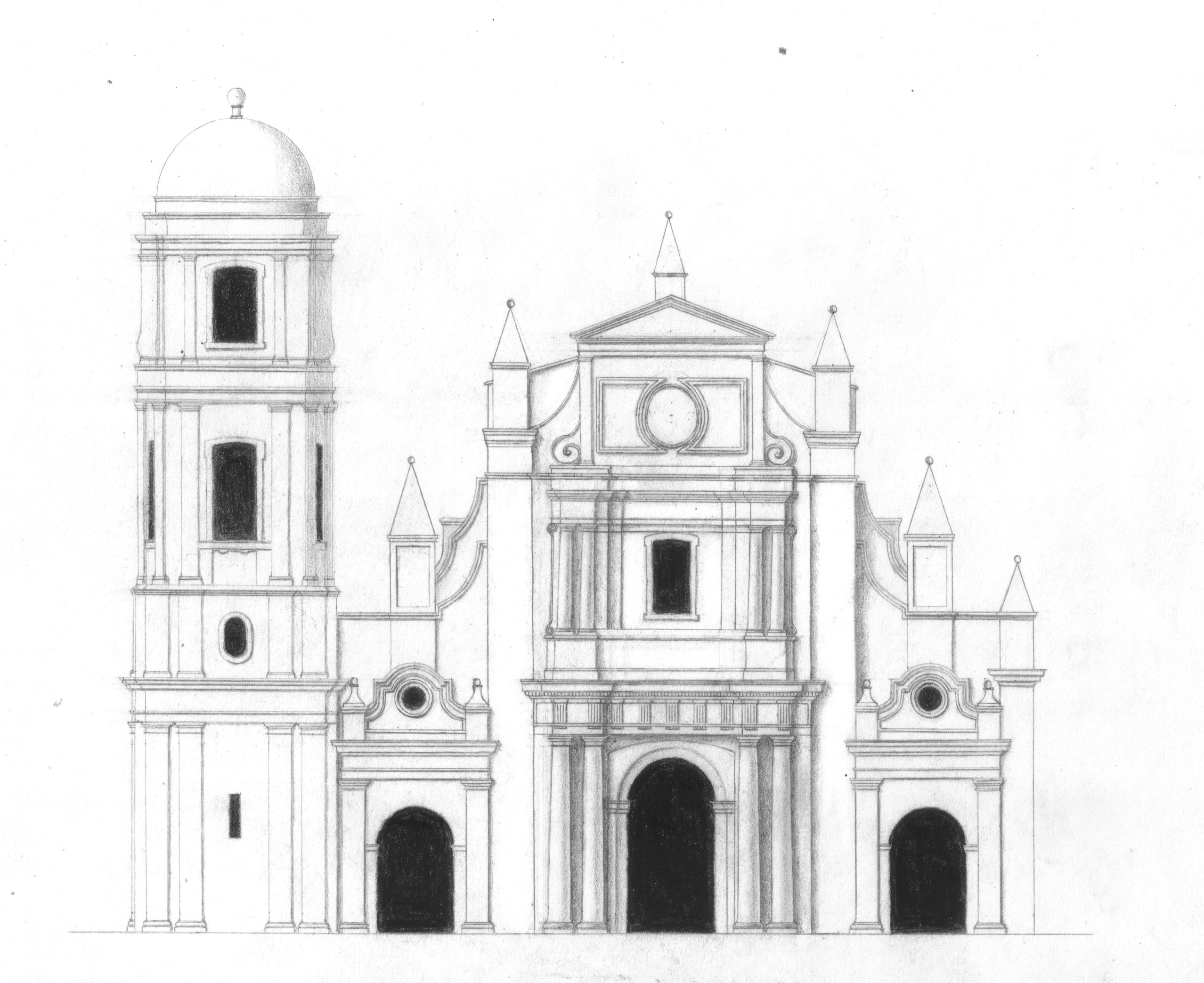
Façade de la cathédrale jusqu'en 1925

Sa construction, dont on chargea l'architecte Antonio García, débuta dans le style baroque. Le 1er septembre 1772, le curé José Rivera posa la première pierre. Pour la construction de la cathédrale, on employa comme main-d'œuvre des détenus des prisons de la ville. L'église était déjà terminée en 1802, à l'exception de la tour. À cause de problèmes politiques, elle n'a pu être parachevée qu'en 1841 suivant les canons néo-classiques.
En 1885, un séisme endommagea la tour, et l'on décida après lui de l'abattre complètement. Le 7 juin 1925, un fort séisme détériora gravement la façade et le clocher. Les ingénieurs conseillèrent de la raser et de la reconstruire, ce que firent les ingénieurs Guerrero et Ospina. Le chœur et le frontispice, faits de briques et de béton armé, se sont conservés jusqu'à nos jours.
Les autels latéraux de la cathédrale sont en bois sculpté, peints en bleu ciel et décorés de feuilles d'or.
L'un des autels les plus vénérés par les habitants de Cali est celui de l'Amo Caído (Seigneur tombé), sculpture en bois d'origine quiténienne qui ne sort de la cathédrale que pour la procession du chemin de croix, le Vendredi saint.
Dans la chapelle latérale de gauche ou chapelle Nuestra Señora de la Medalla Milagrosa (Notre-Dame de la Médaille miraculeuse), on trouve aussi une sculpture, grandeur nature, du Christ en croix, d'origine sévillane.
Dans la chapelle latérale de droite, on trouve la Sainte-Trinité sculpté dans le marbre blanc ; le mur latéral porte un tableau représentant Notre-Dame de Guadalupe, impératrice et patronne principale des Amériques.
Sur le maître-autel, on distingue le tabernacle en argent martelé ; sur chaque paroi latérale du maître-autel, il y a deux murales, dont une illustre le moment où Jésus remet les clés du royaume des cieux à saint Pierre.
Il y a dix ans environ, la statue de l'apôtre Jacques qui ornait la façade de l'ancienne cathédrale et qui fut renversée par le tremblement de terre de 1925, fut restaurée et placée sur l'un des petits autels à l'entrée de la nef latérale de droite.
La cathédrale abrite l'un des orgues à tuyaux les plus grands du pays, avec un buffet en bois sculpté, construit par la société allemande Walcker et mis en service par l'ingénieur allemand Oscar Binder en 1928. La dernière restauration de cet orgue, faite par le Colombien Juan Carlos Ángel Gallo, remonte à 2010.
Il faut aussi signaler les imposantes lampes en cristal de roche qui ornent tout l'intérieur de l'église.